# Huracán Debby (1988)
El huracán Debby fue la octava depresión tropical, cuarta tormenta, y primer huracán de la temporada de huracanes en el Atlántico de 1988. Es notable que Debby fue uno de los huracanes que más al sur ha llegado, Tuxpan, México, convirtiéndose en el primero en tocar tierra ahí desde el huracán Anna en 1956. Antes, tres tormentas en la temporada de 1955 también tocaron tierra ahí, Gladys, Hilda y Janet. Después de cruzar al este del Pacífico en México, Debby se convirtió en la Depresión tropical 17-E, tomando dirección norte, pero amainó y se disipó poco después.

## Historia meteorológica

### Huracán Debby

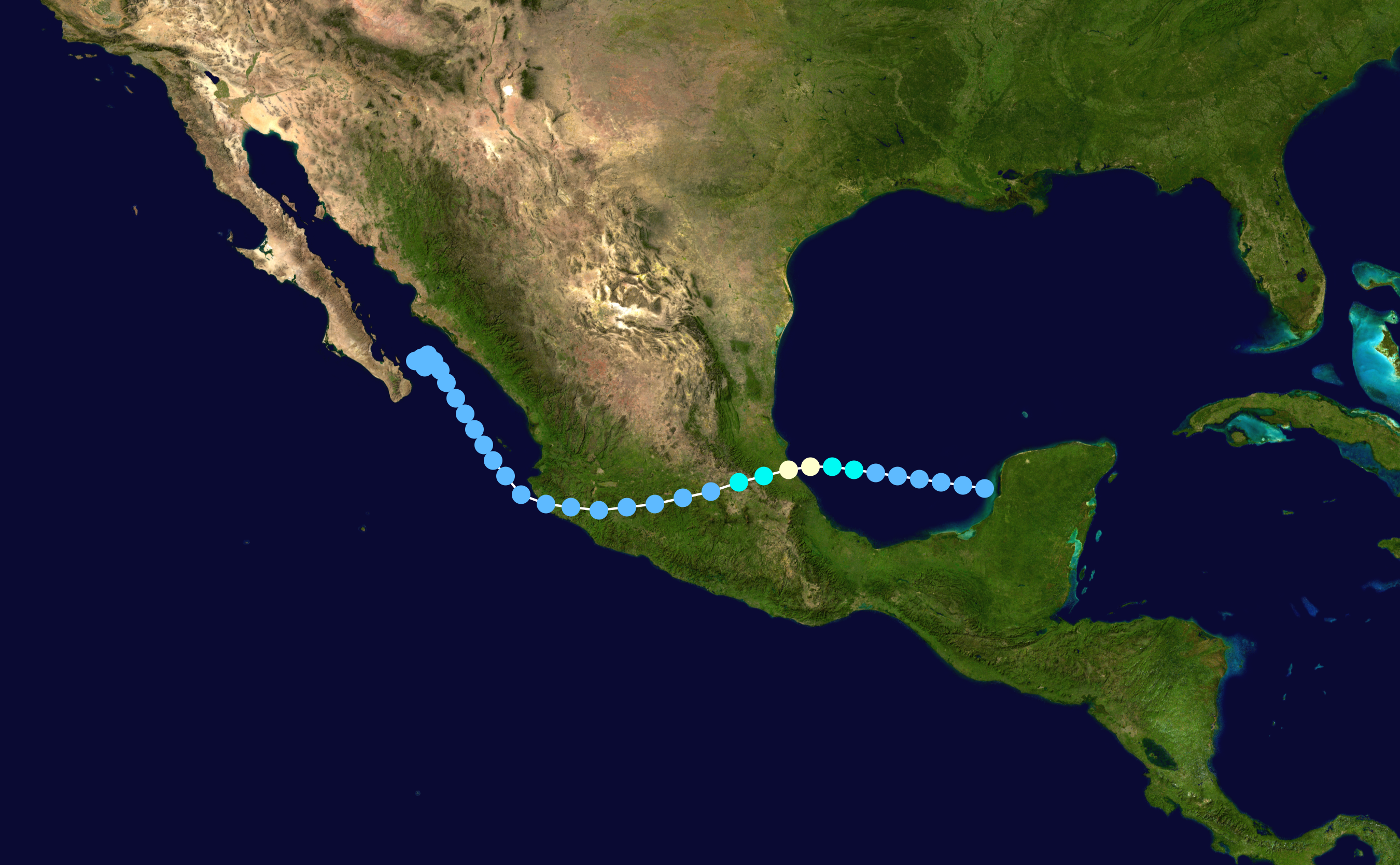
Trayectoria de, perteneciente a la temporada de huracanes en el Atlántico de 1988, siguiendo los colores de la escala de huracanes de Saffir-Simpson.

Una fuerte onda tropical se formó cerca de la costa noroeste de África el 15 de agosto. Al moverse en dirección norte un área dividida de la onda se convirtió en la depresión tropical número siete cerca de las Antillas Menores. Ese sistema se movió al oeste convirtiéndose en la tormenta tropical Chris días después. Los remanentes de la onda continuaron en dirección oeste y entraron al mar Caribe como un centro desorganizado de chubascos. Durante la noche del 29 de agosto, alguna convección se unió y un centro de nivel inferior apareció sobre la península de Yucatán. El centro se desplazó hacia la bahía de Campeche y fue declarado como 1.5 en la escala de Dvorak estimando que se convertiría en la depresión tropical número ocho para aquel momento, 18:00 UTC 30 de agosto.
Las bandas se unieron y patrones de flujo se organizaron el 1 de septiembre. La depresión tropical número ocho se movió en dirección oeste con un incremento en su desarrollo, transformándose en la tormenta tropical Debby al día siguiente. Debby se desplazó hacia Tuxpan a 11 km/h mientras una nave de reconocimiento de la Fuerza Aérea encontró vientos de 140 km/h a 460 m y de 130 km/h en la superficie de la tormenta, convirtiendo a Debby en el primer huracán de la temporada el 2 de septiembre. Para este momento, el pequeño centro de Debby se encontraba a 56 km de México. No se enviaron más naves de reconocimiento después de que tocara tierra y los pronosticadores dependían exclusivamente de las imágenes satelitales, quienes predijeron pocos cambios en la intensidad. Debby tocó tierra en Tuxpan el 3 de septiembre a las 00:00 UTC. Debby se debilitó sobre los terrenos montañosos de México, pero fue capaz de seguir su enlace para convertirse en la depresión tropical 17E al este de la cuenca del océano Pacífico.

### Depresión tropical 17-E

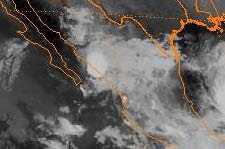
Debby convirtiéndose en 17E el 7 de septiembre.

Al entrar Debby en el Pacífico, se convirtió en la depresión tropical 17E el 5 de septiembre. Ocurrió poco movimiento, dejándolo estacionario cerca de la costa de Manzanillo.
Aunque la depresión tropical 17-E estaba mal organizada para ser ciclón, aún existía la posibilidad de que se pudiera convertir en tormenta tropical en el pequeño y angosto golfo de California. Seis horas después del pronóstico, aparecieron cizalladuras, y al aproximarse a tierra, el pronóstico cambió para permanecer como depresión.
Para este punto, la depresión tropical 17-E se encontraba bajo la influencia de una depresión de nivel inferior y de débiles corrientes de dirección. Un nuevo centro de nivel inferior apareció el 7 de septiembre, causando fuertes lluvias locales y produciendo una nueva oportunidad de que la depresión tropical 17-E se convirtiera en tormenta. En ese momento, fue complicado seguir la trayectoria de la depresión a través de imágenes satelitales. La depresión tropical 17-E se aproximó a tierra, pero la predicción de que se convertiría en tormenta fue insegura y la llegada a tierra se esperaba 48 horas después. Algunas cizalladuras causaron que la depresión tropical se disipara el 8 de septiembre cerca de La Paz, Baja California.

## Preparativos
Varias advertencias y avisos fueron emitidos debido al huracán Debby. El primero fue una advertencia de tormenta para Santa Cruz hasta Veracruz el 2 de septiembre. Parte de esa advertencia fue descontinuada el mismo día para Santa Cruz hasta Punto Jerez. El resto se retiró cuatro horas después. Desde Punto Jerez hasta Veracruz fue puesto bajo advertencia de huracán el 2 de septiembre siendo retirada esa misma noche. Las advertencias de tormenta tropical y de huracán, fueron incluidas, pero poco después descontinuadas. Las probabilidaes de que arremetiera eran bajas para tierra, excepto Brownsville, donde había un 5% de que pasara a 105 km. Cerca de 30 000 personas fueron evacuadas, la mayoría en Veracruz.

## Impacto
No existieron reportes de Tuxpan, una ciudad de 120 000 personas, todo lo que se sabe es que ocurrió una fuerte inundación. Tres de las diez muertes reportadas por Debby fueron a causa de una avalancha de tierra en Papantla que destruyó dos casas. Otras tres muertes relacionadas con la tormenta fueron reportadas con otras avalanchas que destrozaron otras casas en Poza Rica. Cuatro personas murieron y dieciséis se lesionaron en un pueblo al norte de la Ciudad de México cuando una avalancha de lodo aplastó varias residencias. Diez personas fallecieron en Veracruz habiendo entre 25 000 y 50 000 sin albergue. Varios equipos de emergencia trabajaron apresuradamente en preparar albergues para ellos. Debby causó varios apagones en Tuxpan, Poza Rica y en otros lugares. En Poza Rica, los escombros causaron que las salidas de agua se bloqueran. Lodo y piedras bloqueron caminos, y docenas fueron rescatados por las inundaciones de casas y autos. Hubo daños mayores, principalmente en ocho comunidades.